# Pstrąg źródlany

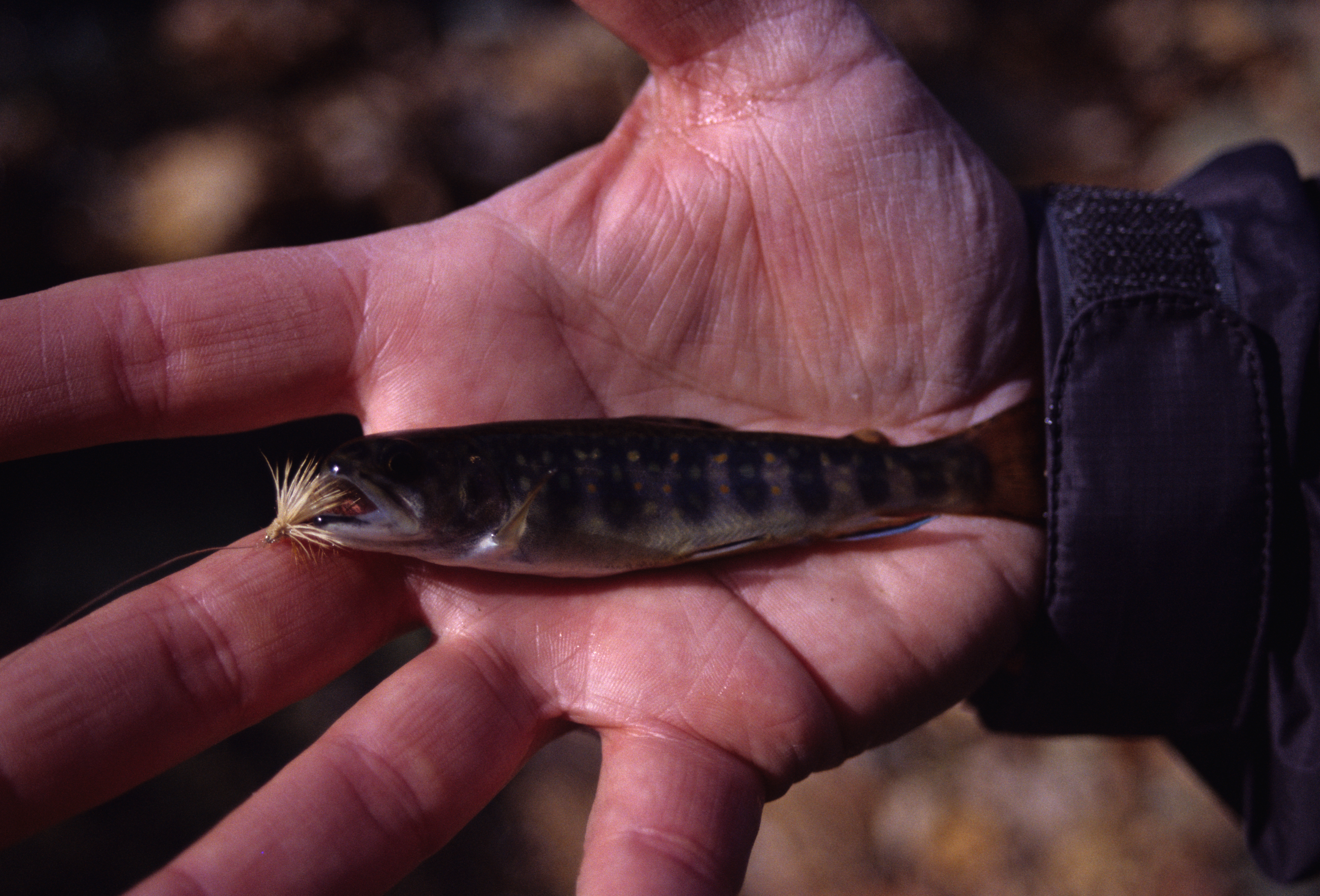
Młody osobnik złapany na muchę

Pstrąg źródlany (Salvelinus fontinalis) – gatunek słodkowodnej ryby z rodziny łososiowatych (Salmonidae).

## Występowanie
Naturalnie występuje w Ameryce Północnej, w zlewni Atlantyku. Sprowadzony do Europy (w tym Polski) oraz innych części świata w końcu XIX wieku. W Polsce od 1890 roku, nielicznie występuje w niektórych rzekach górskich, pochodząc z zarybień bądź uciekając z hodowli. Zasiedla zimne potoki i rzeki o bystrym prądzie. Jest rybą osiadłą.

## Opis
Osiąga zwykle 20–35 (maksymalnie 50) cm i masę ciała do 3 kg. Ciało wydłużone, lekko bocznie ścieśnione. Otwór gębowy sięga za tylną krawędź oka. Grzbiet zielonobrązowy. Na zielonożółtych bokach charakterystyczny marmurkowy wzorek oraz zielone, czerwone i żółte plamki. Płetwy ogonowa i grzbietowa są jasnooliwkowe, ta pierwsza nakrapiana czarnymi plamkami. Płetwy piersiowe, brzuszne i odbytowa są pomarańczowe, ich białe krawędzie mają czarną obwódkę. Samce w okresie rozrodu mają jaskrawopomarańczowe podbrzusze. Drobne łuski cykloidalne.

## Odżywianie
Odżywia się głównie owadami i ich larwami, skorupiakami oraz rybami.

## Rozród
Tarło od października do stycznia. Samica składa od 1000–2000 ziaren ikry do półmiskowatego kształtu jamek, które wykopuje w płytkich wodach, górnych partiach rzek na dnie żwirowym, w szybkim prądzie. Może krzyżować się z palią jeziorową i pstrągiem potokowym.